# Oswaldo Gomes
Oswaldo Gomes (Rio de Janeiro, 30 de abril de 1886 — Rio de Janeiro, 5 de julho de 1963) foi um futebolista, treinador e dirigente esportivo brasileiro.

## Carreira
Sócio do clube desde 25 de abril de 1906, sua fidelidade ao Fluminense ficou ainda marcada para a história, ao se recusar a se transferir junto com nove titulares deste clube, para abrir o departamento de futebol daquele que seria, desde esse momento, o seu maior rival, o Flamengo. Pelo Fluminense, Oswaldo Gomes fez 38 gols, em 189 partidas, tendo ainda feito 1 gol em 5 jogos pela Seleção Brasileira.
Foi o primeiro jogador a marcar um gol com a camisa da Seleção Brasileira, em amistoso contra a equipe inglesa do Exeter City Football Club (Brasil 2–0), disputado no campo do Fluminense Football Club, em 21 de julho de 1914, perante três mil espectadores, no aniversário de doze anos de existência do Fluminense, o primeiro dos grandes clubes brasileiros a ser fundado e que serviu de casa para a Seleção Brasileira por dezessete anos, assim como exemplo de organização para o nascente esporte brasileiro.
Oswaldo detém ainda o título de jogador recordista em conquistas do Campeonato Carioca de Futebol com oito títulos (1906, 1907, 1908, 1909, 1911, 1917, 1918 e 1919) em doze campeonatos disputados com a camisa do Fluminense, sendo que em 1909 disputou apenas uma partida, no empate de 2–2 no Clássico Vovô.
Foi treinador da Seleção Brasileira no Campeonato Sul-Americano de 1920, e em 1921 Oswaldo Gomes foi eleito presidente da CBD - Confederação Brasileira de Desportos, precursora da atual Confederação Brasileira de Futebol.
Em 28 de dezembro de 1916, pela iniciativa de Arnaldo Guinle, presidente do Fluminense e da Confederação Brasileira de Desportos, a confederação brasileira conseguiu o registro provisório na FIFA, vindo a conseguir o definitivo sob a presidência de Oswaldo Gomes, em 20 de maio de 1923.

## Títulos
Fluminense
- Campeonato Carioca: 1906, 1907, 1908, 1909, 1911, 1917, 1918 e 1919